# Anyphaena leechi
Anyphaena leechi là một loài nhện trong họ Anyphaenidae.
Loài này thuộc chi Anyphaena. Anyphaena leechi được Norman I. Platnick miêu tả năm 1977.